# Rögnitz
För andra betydelser, se Rögnitz (olika betydelser).
Rögnitz är en kommun i det nordtyska förbundslandet Mecklenburg-Vorpommern.
Kommunen ingår i kommunalförbundet Amt Gadebusch tillsammans med kommunerna Dragun, Gadebusch, Kneese, Krembz, Mühlen Eichsen, Roggendorf och Veelböken.

## Geografi
Kommunen Rögnitz är belägen öster om sjön Schaalsee inom biosfärreservatet Schaalsee i distriktet Nordwestmecklenburg.
Kommunen har följande ortsdelar: Rögnitz, Bentin (sedan 1950) och Woldhof.

## Befolkningsutveckling
Befolkningsutveckling  i Rögnitz
Källa: